# 利奥波德·费卿格
利奥波德·约瑟夫·弗朗茨·约翰·费卿格（德語：Leopold Joseph Franz Johann Fitzinger，1802年4月13日—1884年9月20日）是奥地利动物学家。

## 生平
1802年4月13日，费卿格在維也納出生。14岁成为藥劑師学徒，后来师从尼古劳斯·约瑟夫·冯·雅坎，在维也纳大学学习植物学。毕业后，他于1817年作为志愿者助理加入维也纳自然史博物馆，负责爬行动物和鱼类标本的收集整理工作。1821年，他离开博物馆，成为了下奧地利州立法机关的秘书。1843年，他出版著作《爬行动物系统论》（拉丁語：Systema Reptilium），命名并描述了壁虎、變色龍和美洲鬣蜥屬的多种生物。1844年，他又重新被任命为博物馆的馆长助理，并一直工作到1861年。退休后的1863年，他接管了慕尼黑动物园，并成为馆长，后来又接管了布达佩斯动物园。1873年，他搬到了维也纳郊区席津。
为了纪念费卿格对动物学的巨大贡献，至少有5种爬行动物以费卿格命名，其中包括德州珊瑚蛇。